# Verdenshistorien 2. del: En plads i himlen
|  | Denne artikel er oprettet af botten PalnaBot ud fra en ekstern database. Den kan derfor have sproglige fejl eller mangler. Denne skabelon kan fjernes efter kontrol af indholdet. |

Verdenshistorien 2. del: En plads i himlen er en animationsfilm fra 1994 instrueret af Anders Sørensen, Per Tønnes Nielsen, Hans Perk efter manuskript af Anders Sørensen. Den efterfulgte Verdenshistorien 1. del: En plads på jorden fra 1993.

## Handling
Jesus fødes. Han har en idé: er man god ved andre, får man belønningen i Himlen. Budskabet er stærkt, og da han korsfæstes, drager hans venner ud i verden for at sprede det. Muslimerne bruger også megen fantasi på at komme i Himlen, og pludselig får paven i Rom en konkurrent i kaliffen af Bagdad. Krige, korstog og katastrofer. Mongolerne invaderer Europa og har byldepest med. Går jorden under? Nej. Kan fantasien overhovedet ikke bruges positivt? Jo. Man rejser ud og ser sig omkring. Indien, Det fjerne Østen, Amerika. Der opstår demokrati, og man opfinder maskiner, men kriges igen, før mennesket endelig får en plads i Himlen. Fra Månen har man den fineste udsigt til Jorden - "den mest vidunderlige planet i hele verden". Med bid og vid fortæller Tegnedrengene to årtusinders blodige historie. Menneskets fantasi skildret på godt og (mest) ondt - med respekt for de smukke sider og dyb undren over dårskabens enorme magt. Alt sammen i personlig streg og ganske ifølge Tegnedrengene.